# Christian Johannes Amandus Sauber
Christian Johannes Amandus Sauber (Hamburg, 13 februari 1846 - Hamburg, 10 februari 1917) was een Duitse entomoloog en boekbinder.

## Levensloop
Amandus Sauber was de oudste zoon van de plaatselijke boekbinder Adolf Sauber en Juliane Sauber, geboren Schräder. Hij was lid van het Lutherse kerkgenootschap.
Na zijn lagere schooltijd nam zijn vader hem bij zijn boekbindersbedrijf in 1860 als leerling aan. Na het overlijden van zijn vader zette Sauber het bedrijf van zijn vader voort tot in 1879. In dat jaar vertrok Sauber naar de Verenigde Staten waarschijnlijk met het doel zich daar permanent te vestigen. Echter de verwachtingen die hij had van de nieuwe wereld konden niet waargemaakt worden. Dus nam hij ontslag en keerde hij in 1880 terug naar Hamburg. Daar zette hij zijn werkzaamheden voor het boekbindersbedrijf voort, nu samen met zijn broer die het bedrijf tijdens de afwezigheid van Sauber had overgenomen.
Sauber begon op zijn dertiende zich te interesseren voor vlinders en vlinders te verzamelen. De microvlinders hadden zijn speciale interesse. Hij bestudeerde de lokale vlinderfauna en correspondeerde daarover met professor Philipp Christoph Zeller uit Szczecin die hem aanmoedigde hiermee door te gaan. Ook gedurende zijn verblijf in de nieuwe wereld verzamelde Sauber vlinders, onder andere in Panama en Californië.
Van 1 juli tot 31 december 1889 en van 1 juni 1890 tot aan zijn overlijden werkte Sauber als entomologisch assistent in het Natuurhistorisch Museum.
Op 1 mei 1915 werd als dank voor al het werk dat hij gedurende 25 jaar heeft verricht een gouden herdenkingsmunt aan hem toegekend.
Sauber overleed op 10 februari 1917 aan hart- en longfalen waarschijnlijk als gevolg van ondervoeding die hij gedurende de oorlogstijd opliep. Het Zoölogisch Museum Hamburg heeft de vlindercollectie na zijn overlijden aangekocht.

## Enkele publicaties
- Sauber, A. (1887). Über Wanderungen der Schmetterlingen – Verhandlungen des Vereins für Naturwissenschaftliche Unterhaltung zu Hamburg, 6: 40-43.
- Sauber, A. (1887). Nachtrag zur Lepidopteren-Fauna der Nieder-Elbe (Umgegend Hamburgs) – Verhandlungen des Vereins für Naturwissenschaftliche Unterhaltung zu Hamburg 6: 92-96.
- Sauber, A. (1899). Neue paläarktische Microlepidopteren aus Centralasien. Verhandlungen des Vereins für Naturwissenschaftliche Unterhaltung zu Hamburg, 10, 47–68.
- Sauber, A. (1899). Eine neue Nachtfalter-Varietät der Hamburger Fauna. Verhandlungen des Vereins für Naturwissenschaftliche Unterhaltung zu Hamburg, 10, p. 69.
- Sauber, A. (1904). Zwei neue palaearktische Microlepidopteren aus Centralasien. Verhandlungen des Vereins für Naturwissenschaftliche Unterhaltung zu Hamburg, 12, 47–68.
- Sauber, A. (1914). Megalochlora ussuriensis n. sp.. Internationale Entomologische Zeitschrift 8 (36): 203.
- Sauber, A. (1916). Nola centonalis Hb. n. var. holsatica. Internationale Entomologische Zeitschrift 10 (18): 97.